# 영돈녕부사
영돈녕부사(領敦寧府事)는 조선 시대 돈녕부의 장관이었다. 주로 왕의 장인인 국구에게 내리는 벼슬이나 정승을 역임한 사람이 맡기도 했다. 품계는 정1품이었으며, 영돈녕이라 부르기도 하였다.